# ADS-B

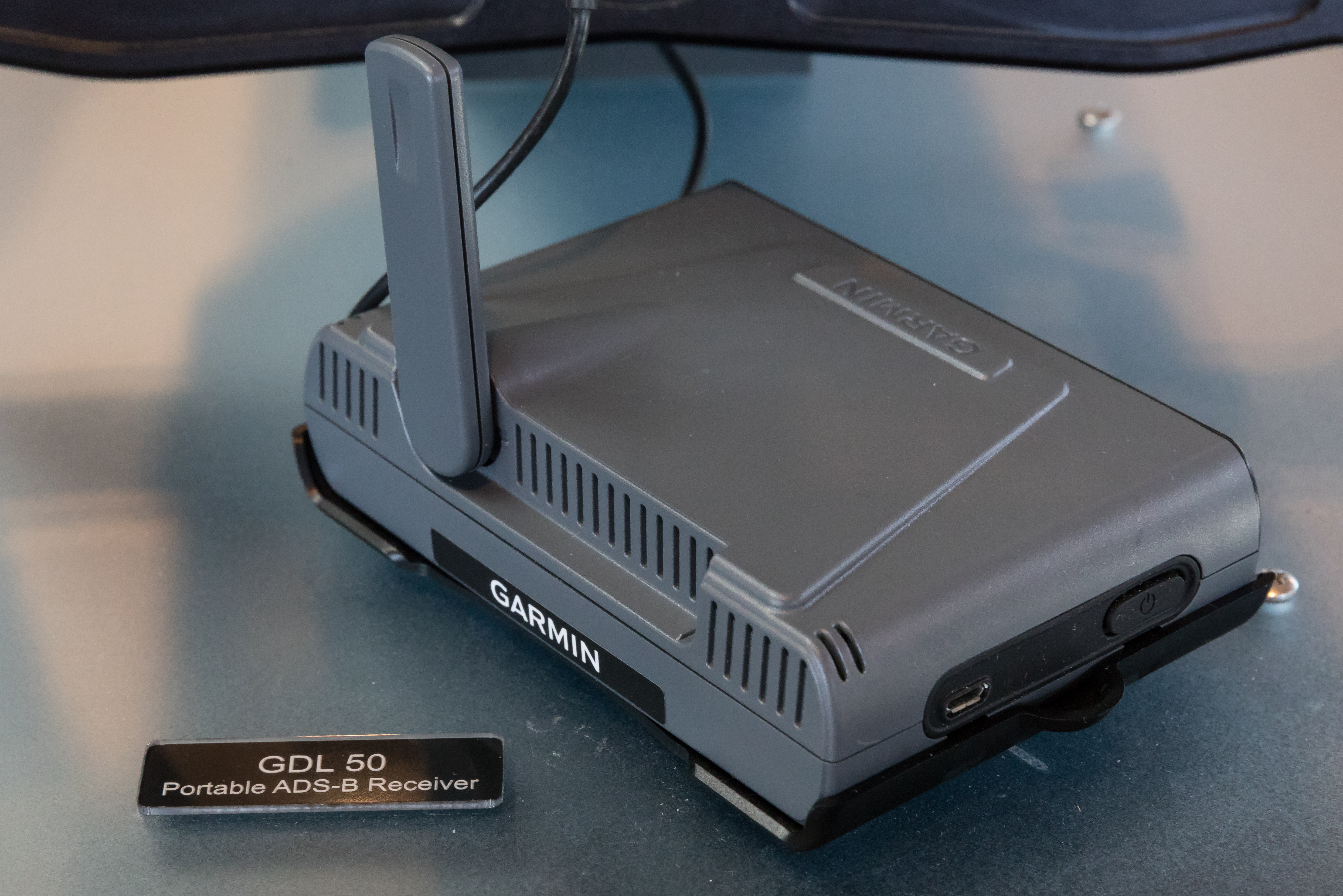
휴대용 ADS-B 수신기

ADS-B(Automatic Dependent Surveillance-Broadcast, 한국어: 에이디에스-비)는 GPS(Global Positioning System) 위성 항법 시스템과 1,090 MHz 전송 링크를 이용하여 항공기 감시 정보를 일정 주기마다 지상의 항공 교통 관제(ATC: Air Traffic Control) 및 다른 항공기에 자동으로 방송(broadcast)하는 항공기 감시 체계이다. ADS-B 시스템은 항공기의 감시 정보(항공기 식별 부호, 위치, 속도, 방향 등)를 1초 단위로 지상의 ATC(Air Traffic Control) 시스템과 다른 항공기에 방송(broadcast)한다.
이용자는 화면에 표시된 정보를 통하여 항공기 주변의 감시 정보를 확인할 수 있다. 
국내 항공 관련 커뮤니티 유저가 본인의 ADS-B 수신 데이터를 웹 사이트로 공유했다. 
ADS-B 시스템을 이용하여, 항공기 가시선의 미확보로 인한 통신 두절 등 항공기 제한 사항을 최소한으로 줄이고, 항공 관제 기능을 향상시켜 항공기 충돌을 방지할 수 있다. 
ADS-B는 기존의 레이더 기반 항공 관제보다 정보 수집 및 전달 속도가 빠르고, 보다 정확한 정보를 제공하는 시스템이다.
Mode-S Transponder에서 업링크(1,030Mhz), 다운링크(1,090Mhz)의 전송링크 주파수를 사용하는 것을 볼 때 방송용(다운링크) 기능은 유사하다고 볼 수 있다.

## 같이 보기
- 공중충돌방지장치